# 什 (会津藩)
什（じゅう）は、会津藩における藩士の子弟を教育する組織。同様の組織に薩摩藩の「郷中」がある。

## 概要
藩士の子弟は、6歳になると「什」に入った。什は午後から始まり、毎日、当番の家に集まって、お話と遊びをする。
お話は、最年長者（9歳）の什長が、心得、什の掟を話す。什長はこれに違反した者はいないか尋ね、いた場合は、「無念」、「シッペイ」、「派切り」という罰が与えられた。
- 「無念」は、皆の前で「無念でありました」と頭を下げる[3]。

- 「竹篦」は手加減をしないしっぺ[3][4]。冬は、裸足で川を渡らせる、雪に埋めることもあった[3]。

- 一番重い罰の「派切り」は仲間外れにすることで、この場合、父または兄に付き添われて、什長に謝罪し、仲間たちから許しを得ないと什に戻ることができなかった[3][4]。

このお話の後、外に出て、夕方、什長が解散するまで一緒に遊んだ。

## 什の掟
什の掟は、ベストセラーとなった藤原正彦の著書『国家の品格』でも紹介され、会津出身の元衆議院議員・渡部恒三もたびたび引用したことから全国的にも知られるようになり、学校でのいじめなどが社会問題化するなか、テレビドラマ『白虎隊』などでも取り上げられ、教育関係者の注目も集めた。
なお、会津若松市が什の掟の現代版として「あいづっこ宣言」を策定した他、最後の一節「ならぬことはならぬものです」を引用した「NN運動」が福島県で展開されている。この「ならぬものは――」ばかりが強調されるきらいがあるが、最も重要視されるのは第1条「年長者（としうえのひと）の言ふことに背いてはなりませぬ」、第2条「年長者には御辞儀をしなければなりませぬ」（上意下達）である。